# خافيير فلانيو
خافيير فلانيو (بالإسبانية: Javier Flaño)‏ هو لاعب كرة قدم إسباني في مركز ظهير ‏، ولد في 19 أغسطس 1984 في بنبلونة في إسبانيا. شارك مع منتخب إسبانيا تحت 20 سنة لكرة القدم ومنتخب إسبانيا تحت 21 سنة لكرة القدم ومنتخب إسبانيا تحت 23 سنة لكرة القدم. أما مع النوادي، فقد لعب مع أوساسونا ب وأوساسونا ونادي إلتشي ونادي ميرانديس ونومانسيا ويونيون ديبورتيفا لوغرينييس.

## وصلات خارجية
- خافيير فلانيو على موقع قاعدة بيانات كرة القدم.إي يو (الإنجليزية)
- خافيير فلانيو على موقع Soccerbase.com (لاعب) (الإنجليزية)
- خافيير فلانيو على موقع Soccerway.com (الإنجليزية)
- خافيير فلانيو على موقع عالم كرة القدم.نت (الإنجليزية)
- خافيير فلانيو على موقع AS.com (الإسبانية)